# Gaiden
Gaiden (japonsky 外伝; v doslovném překladu „alternativní historie“) je japonský výraz označující především v anime a manze vedlejší, resp. paralelní příběh uvnitř jiného příběhu. Často mívá gaiden charakter vzpomínky dané postavy, která v něm např. objasňuje svůj původ.